# Pijnappelskink
De pijnappelskink of dennenappelskink (Tiliqua rugosa) is een hagedis uit de familie skinken (Scincidae).
De skink komt voor in delen van het zuiden van Australië en leeft in relatief droge delen van bossen en verstuivingen. Het voedsel bestaat grotendeels uit planten maar ook kleine dieren zoals slakken en insecten worden soms gegeten. Er zijn verschillende ondersoorten die iets verschillen in uiterlijk en verspreidingsgebied.
De pijnappelskink heeft een opmerkelijk uiterlijk en is eenvoudig te onderscheiden van alle andere hagedissen. De huid is aan de bovenzijde voorzien van grove en enigszins kegelvormige schubben waardoor de structuur van de huid wat op een dennenappel lijkt. De staart is zeer kort en stomp en is ongeveer even groot als de kop. Bij gevaar laat de pijnappelskink zijn opvallende, blauw gekleurde tong zien, wat dient om vijanden af te schrikken. De skink is niet agressief en bijt alleen als het dier wordt opgepakt.

## Naam
In de Nederlandse taal wordt de soort ook wel 'denne(n)appelskink', 'stompstaartskink' en 'denappel-skink' genoemd.
De Nederlandstalige namen verwijzen naar de grote, afgeronde en in het midden iets gekielde (opstaande) schubben waardoor de huid lijkt op het oppervlak van een dennenappel. Ook in andere talen wordt een dergelijke naam gebruikt, zoals het Duitse 'tannenzapfenechse' en het Engelse 'pinecone lizard', die beide 'dennenappelhagedis' betekenen. In de Engelse taal wordt de soort ook wel 'bobtail' (kortstaart), 'shingleback skink' (dakpannenrug-skink) en 'sleepy lizard' (slaperige hagedis) genoemd. Deze laatste naam slaat op het ontbreken van een vluchtreflex als het dier wordt bedreigd, dit in tegenstelling tot de meeste hagedissen die juist snel wegrennen.
De wetenschappelijke naam van de skink werd voor het eerst voorgesteld door John Edward Gray in 1825. Oorspronkelijk werd de wetenschappelijke naam Trachydosaurus rugosus gebruikt. Pas in 1990 werd de soort bij het geslacht van de blauwtongskinken (Tiliqua) ingedeeld, waardoor de hagedis in veel literatuur wordt aangeduid met de verouderde wetenschappelijke naam.
De soortaanduiding rugosa betekent vrij vertaald 'gerimpeld' of 'verfrommeld' en slaat op de structuur van de schubbenhuid.

## Verspreiding en habitat

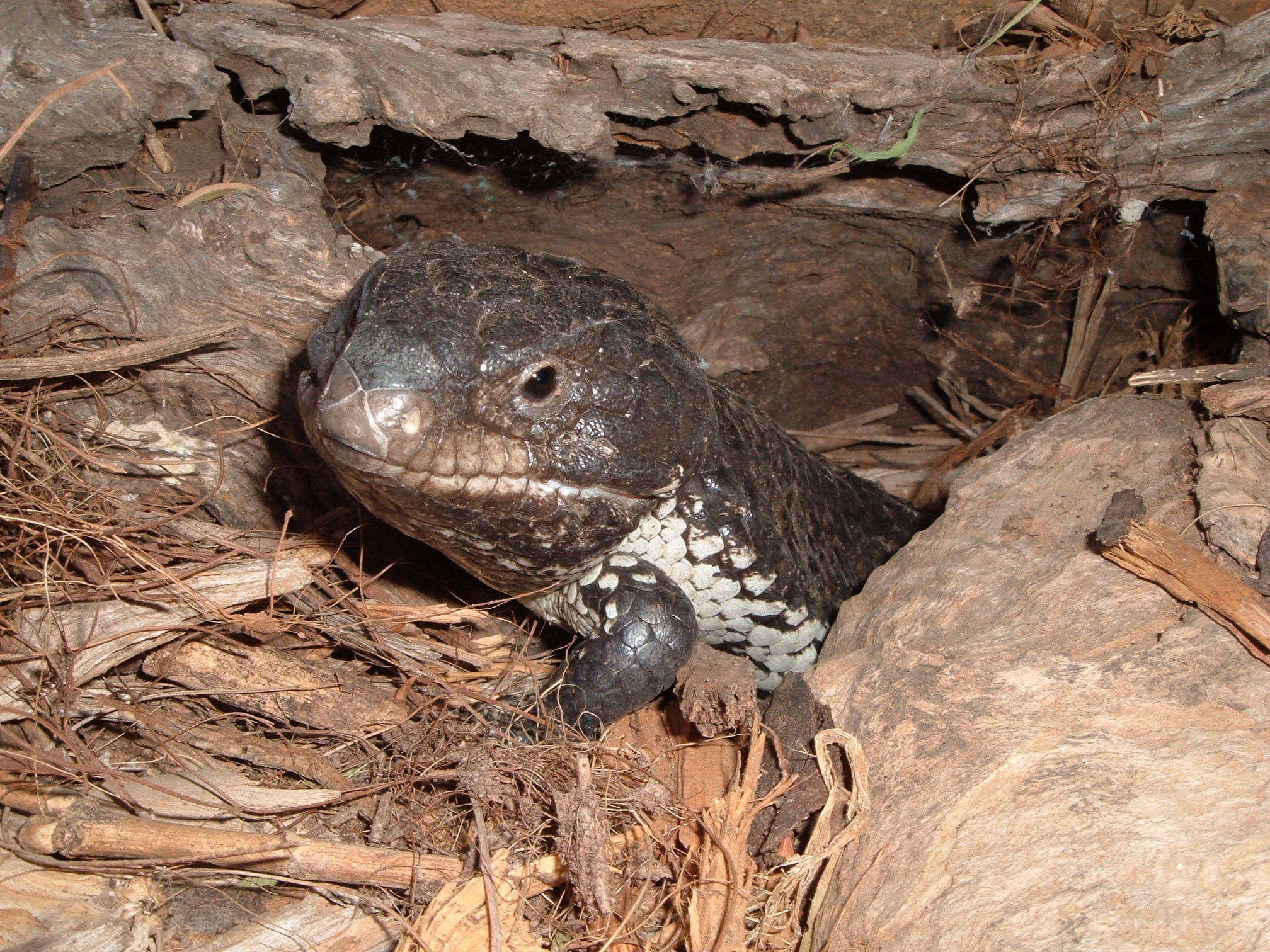
De habitat bestaat uit de strooisellaag, waar de skink schuilt onder bijvoorbeeld houtblokken.

De skink komt endemisch voor in Australië en is te vinden in de staten New South Wales, Queensland, Victoria, West-Australië en Zuid-Australië. Het verspreidingsgebied beslaat delen van zuidelijk Australië, in het westen komt de soort voornamelijk in een brede strook langs de kust voor. In het oosten echter ligt het grootste deel van het areaal landinwaarts en hier is de soort juist niet te vinden langs de kust.
Het verspreidingsgebied verschilt per ondersoort; de nominale ondersoort Tiliqua rugosa rugosa komt voor in het westen en Tiliqua rugosa asper is alleen in het oosten van Australië te vinden. De ondersoort Tiliqua rugosa palarra is alleen aangetroffen in een gebied rond Shark Bay, in het uiterste noorden van het westelijke deel van het verspreidingsgebied. De ondersoort Tiliqua rugosa konowi ten slotte is slechts bekend van een enkel eiland; Rottnesteiland langs de westkust van het land.
De habitat bestaat uit zowel droge als vochtige biotopen die voorzien zijn van een schaarse plantengroei. In de streken waar het dier voorkomt zijn de zomers warm en droog en de winters erg koud, met veel neerslag. De skink is voornamelijk te vinden langs bosranden en op begroeide heuvels, ook eucalyptusbossen zijn een geschikte habitat. Door de mens aangepaste omgevingen zoals akkers worden getolereerd en zelfs in tuinen kan de skink worden aangetroffen.
Door de internationale natuurbeschermingsorganisatie IUCN wordt de skink als 'veilig' beschouwd (Least Concern of LC). Er zijn geen echte bedreigingen bekend, al heeft de mens wel een negatieve invloed op de soort. Veel exemplaren worden door het verkeer aangereden, ingevoerde huisdieren doden de skink en de soort wordt soms illegaal gevangen voor de handel in exotische dieren. De oorspronkelijke bevolking van Australië, de aboriginals, gebruiken de skink als voedsel of als traditioneel medicijn maar ook dit levert geen grote bedreiging op.

## Uiterlijke kenmerken

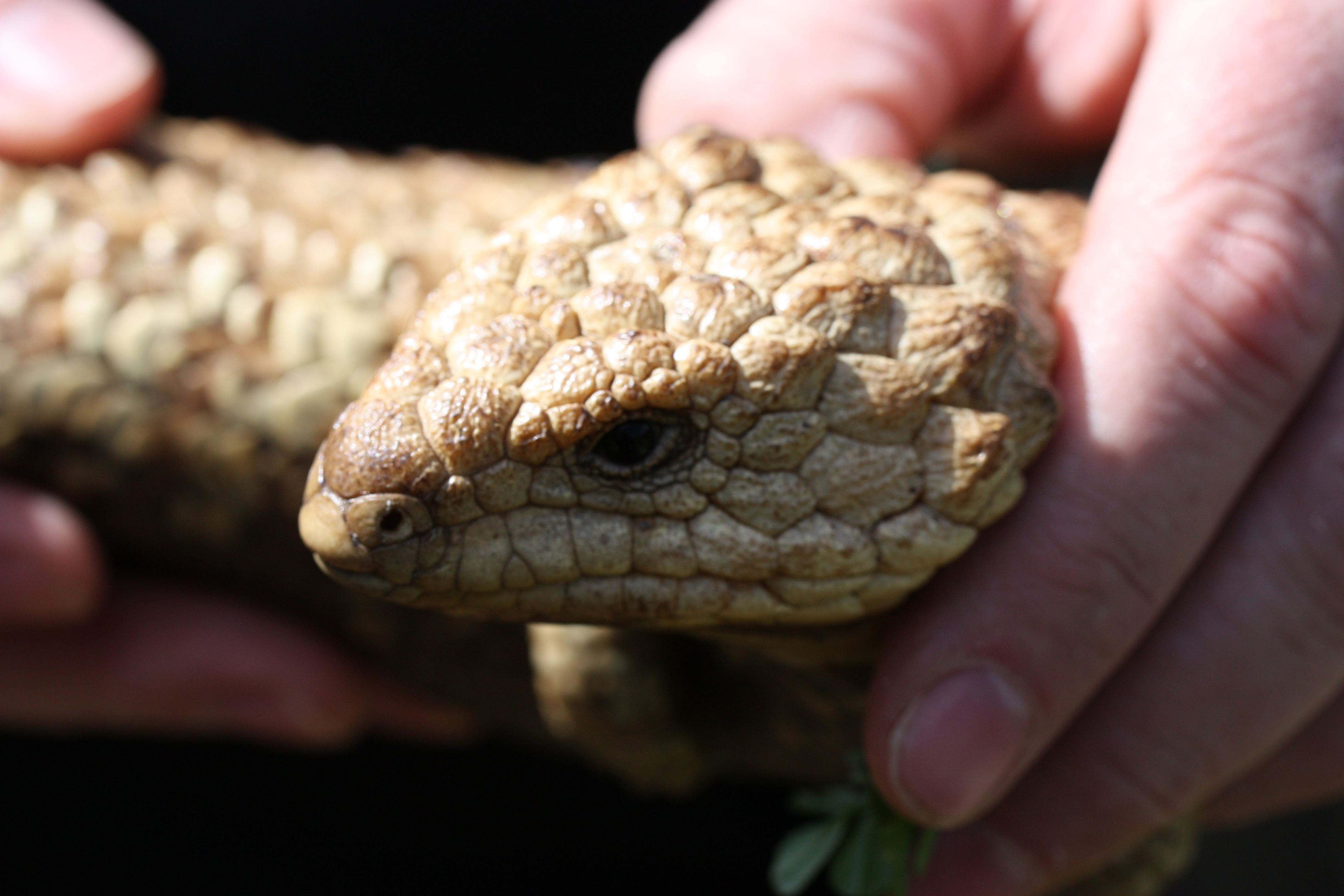
Een gehanteerd exemplaar, waarbij de kegelvormige schubben op de kop goed zijn te zien.

De pijnappelskink bereikt een totale lichaamslengte van maximaal 41 centimeter, ongeveer 5 centimeter hiervan bestaat uit de staart. De meeste exemplaren blijven echter kleiner. Het gewicht van een volwassen exemplaar bedraagt ongeveer 600 tot 900 gram. Mannetjes hebben een verhoudingsgewijs plomper lichaam en een grotere kop dan de vrouwtjes. De vrouwtjes worden gemiddeld iets langer dan mannetjes.
De kleur is meestal roodbruin tot bruin of zeer donkerbruin met gele en oranje vlekken of banden die zeer onregelmatig zijn. Het vlekpatroon komt meestal terug op de kop, de staart, aan de flanken en over de gehele buik. De lichaamskleur verschilt enigszins per ondersoort; Tiliqua rugosa konowi blijft wat kleiner en heeft een donkere lichaamskleur in vergelijking met andere vormen.

### Kop
De kop is duidelijk te onderscheiden van de nek en is erg breed, vooral aan de achterzijde van de kaken. De achterzijde van de kop is duidelijk hoger dan de voorzijde. De schubben op de kop zijn kegelvormig, ze hebben een opstaand midden en zijn zeer groot. De gehooropening is klein en onopvallend, de kwab-achtige schubben aan de achterzijde van de opening ontbreken, bij alle andere blauwtongskinken zijn deze wel aanwezig.
De ondersoort Tiliqua rugosa rugosa heeft roodachtige kleuren aan de kop, die bij andere ondersoorten ontbreken. Tiliqua rugosa palarra heeft een relatief smalle kop met een donkere kleur. De tong is vlezig en erg breed en heeft een opvallende blauwe kleur. Deze kleur steekt duidelijk af tegen de rode kleur van de slijmvliezen in de mond.
De tong wordt uitgestoken om vijanden af te schrikken, zie ook onder het kopje verdediging.

### Lichaam

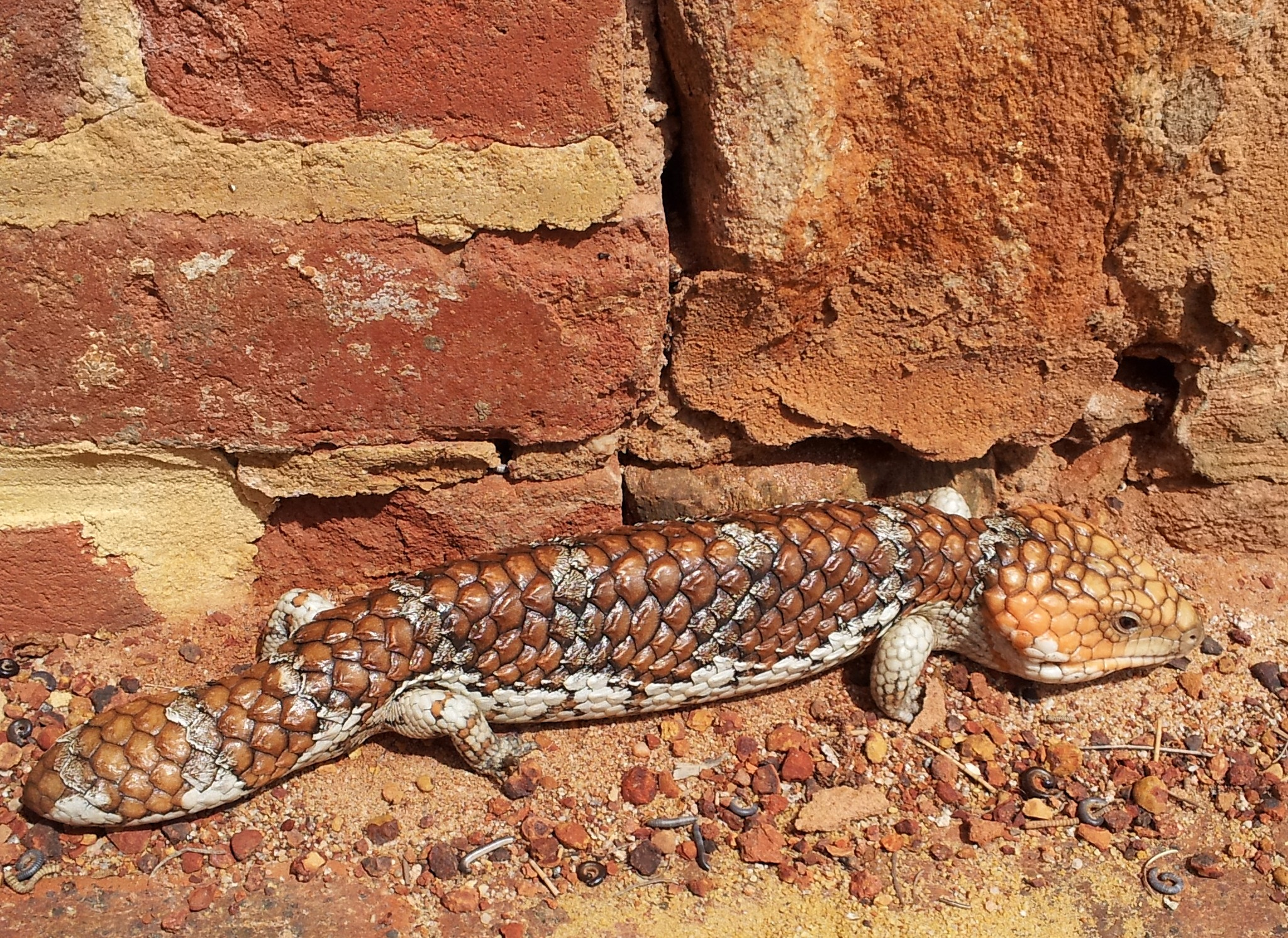
De lichaamskleur correspondeert vaak met die van de ondergrond.

De pijnappelskink is in een oogopslag te herkennen aan de dikke, knobbelige en elkaar duidelijk overlappende schubben over het gehele lichaam en staart. De schubben op de rug hebben een ruw oppervlak en zijn niet glad zoals bij alle andere soorten blauwtongskinken het geval is. De grote schubben hebben een puntig middel waardoor de huid veel weg heeft van een onrijpe dennenappel met gesloten lobben. De buikschubben zijn glad en hebben geen kiel, ze zijn daarnaast veel kleiner. Rond het midden van de buik zijn twintig tot dertig lengterijen buikschubben aanwezig.
Het lichaam is erg dik en breed vrij sterk afgeplat. De poten zijn kort, aan iedere hand of voet zijn vijf vingers respectievelijk tenen aanwezig. Aan de onderzijde van de achterpoten zijn gepaarde schubben aanwezig, dit in tegenstelling tot alle andere blauwtongskinken. De poten staan wat van elkaar af en zijn krachtig gebouwd. De skink beweegt zich onder normale omstandigheden traag voort maar bij gevaar snel rennen om te vluchten. Onder de tenen zijn gepaarde schubben aanwezig, andere soorten blauwtongskinken hebben hier ongepaarde schubben.

### Staart
De pijnappelskink is van alle soorten skinken gemakkelijk te onderscheiden aan de staart. Deze is net zo driehoekig, dik en breed als de kop. De staart is daarnaast zeer kort en afgerond en sterker afgeplat aan de achterzijde dan aan de voorzijde. De staartlengte bedraagt maximaal een vijfde van de totale lichaamslengte, bij veel andere skinken is de staart lang en dun en loopt spits af.
De staart dient als vetopslag en kan in voedselrijke perioden veel dikker zijn dan in tijden waarin er minder te eten is. De skink is niet in staat om zijn staart af te werpen bij gevaar, zoals van andere (blauwtong)skinken bekend is en caudale autotomie wordt genoemd.

## Levenswijze

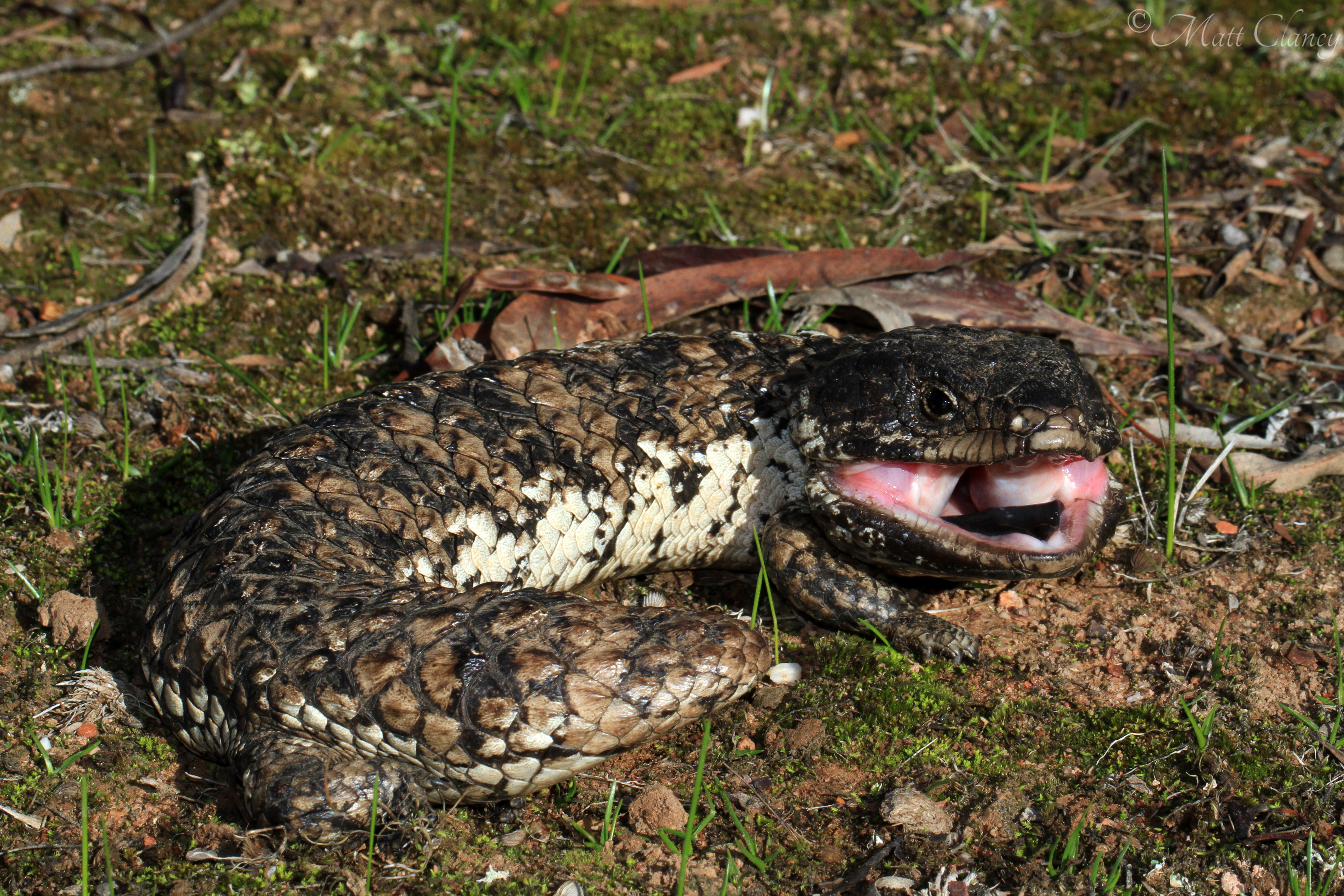
Dreighouding met gekromd lichaam en opengesperde bek.

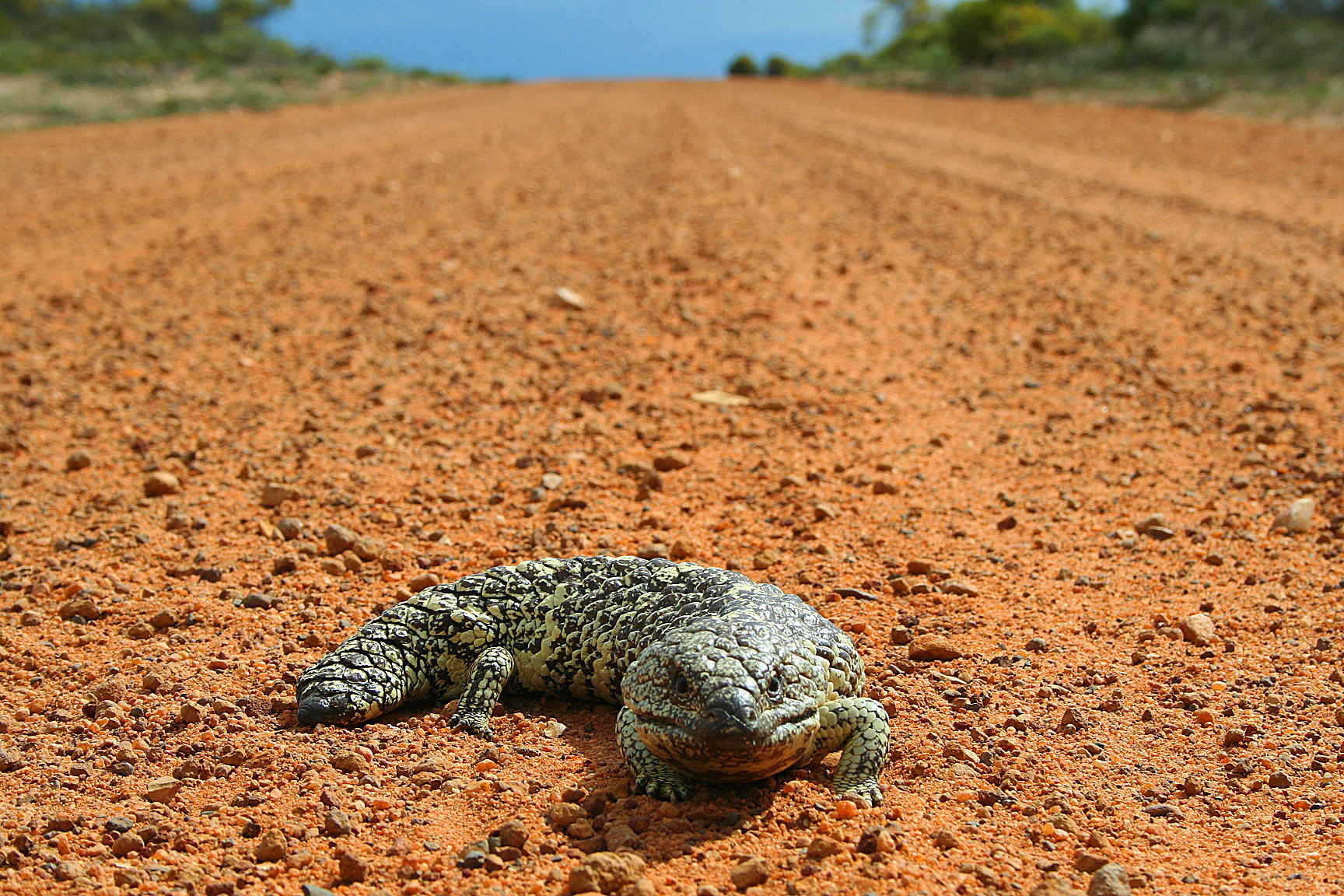
De skink steekt soms wegen over en valt hierdoor ten prooi aan het verkeer.

De skink wordt overdag vaak zonnend aangetroffen op zandhopen en stenen. Het is een typische bodembewoner die nooit klimt. Veel terrestrische skinken vluchten bij bedreiging vaak in bomen, maar hier is de pijnappelskink simpelweg te plomp voor. De pijnappelskink schuilt 's nachts in de strooisellaag op de bodem, onder houtblokken of onder stenen. In de koudere winterperiode verblijven ze in holen onder de grond.

### Voedsel
Het voedsel bestaat voornamelijk uit plantendelen zoals bloemen en fruit. Daarnaast worden ook prooidieren buitgemaakt, zoals kleine knaagdieren en insecten. Ook slakken worden gegeten, zowel huisjesslakken als naaktslakken staan op het menu. In dierentuinen en privécollecties worden de dieren gevoerd met brood, fruit, groenten en kleine dieren zoals meelwormen en slakken, daarnaast kan ook vlees worden aangeboden.

### Vijanden en parasieten
De pijnappelskink wordt belaagd door natuurlijke predatoren zoals slangen en vogels. De giftige koraalslang Pseudonaja affinis is een belangrijke vijand van de pijnappelskink. Deze slang doodt de skink met zijn sterke gif. Voorbeelden van vogels die op de hagedis jagen zijn de valkachtige grote bruine valk (Falco berigora) en de ijsvogel kookaburra (Dacelo novaeguineae). Daarnaast wordt de skink ook gegeten door door de mens geïntroduceerde huisdieren. Met name jongere exemplaren vallen ten prooi aan honden en katten. Een andere aan de mens gerelateerde doodsoorzaak is het verkeer. Uit een studie van een populatie bleek dat meer dan tien procent van de individuen werd doodgereden door het verkeer.
Een bekende parasiet is de eencellige Eimeria tiliquae, de soortaanduiding tiliquae verwijst naar de blauwtongskinken. Deze parasiet kan coccidiose veroorzaken en is alleen gevonden in de ondersoort Tiliqua rugosa rugosa.
De skink wordt daarnaast geparasiteerd door teken en nematoden. Deze zijn in de regel gespecialiseerd in reptielen en komen niet voor op zoogdieren.

### Verdediging
De staart van de pijnappelskink lijkt bij oppervlakkige beschouwing sterk op de kop, zodat de voor- en achterzijde niet direct te zien is. Dit is bij hagedissen zeer uitzonderlijk, vrijwel alle hagedissen hebben een lange en dunne staart. De karakteristieke staartvorm is het belangrijkste verdedigingsmechanisme van de skink. Mocht een roofdier toch de juiste kop te pakken hebben, dan steekt de skink de felblauwe tong uit, die met name vogels doet afschrikken. Het lichaam wordt hierbij C- vormig gekromd, waarbij de staart voor de kop wordt gehouden.
Daarnaast kan het dier zeer venijnig bijten; de skink heeft geen scherpe tanden maar door de relatief grote kaakspieren kunnen de vingers bij een beet beschadigd raken. De pijnappelskink bijt alleen als het dier wordt opgepakt.

## Voortplanting en ontwikkeling
De pijnappelskink is een van de weinige soorten reptielen waarvan bekend is dat de mannetjes en vrouwtjes regelmatig monogamie vertonen. Als een mannetje en een vrouwtje elkaar eenmaal gevonden hebben zoeken ze elkaar jaarlijks op om te paren. Waarschijnlijk herkennen de dieren elkaar aan de geur.
In de voortplantingstijd vormen ze paartjes voor de periode van 8 weken om daarna weer uit elkaar te gaan tot het volgende jaar. De paring vindt plaats in oktober en november. De draagtijd duurt ongeveer drie tot vijf maanden. De pijnappelskink is levendbarend; er worden geen eieren afgezet en de jongen ontwikkelen zich geheel in het moederlichaam. Het moederdier ontwikkelt placenta-achtig weefsel om de jongen van voedsel te voorzien en de afvalstoffen af te voeren.
De reden dat de jongen zo groot zijn is vermoedelijk gerelateerd aan het feit dat ze een kleinere kans hebben om te worden opgegeten door vijanden doordat ze al direct zelfstandig zijn. Het moederdier kan waarschijnlijk ook niet meer jongen aan omdat het lichaam nauwelijks kan uitdijen door het harde schubbenpantser. Het lichaamsvolume van de ongeboren jongen oefent gedurende hun ontwikkeling steeds meer druk uit op de inwendige organen van de moeder, zoals de longen en de spijsverteringsorganen.
De jongen komen ter wereld in maart of april. Een worp bestaat meestal uit een of twee exemplaren, slechts zelden worden er drie jongen geboren. De pasgeborenen zijn al behoorlijk groot en goed ontwikkeld. De maximale totale lichaamslengte bedraagt tot 22 centimeter, dit is ongeveer de helft van de lengte van het moederdier. Het gewicht is bij geboorte ongeveer 60 tot 140 gram maar dit kan oplopen tot 200 gram. Als een mens een verhoudingsgewijs ontwikkeld kind ter wereld brengt zou men een zevenjarige moeten baren.
De pijnappelskink bereikt in het wild een leeftijd van ongeveer 10 tot 15 jaar. Een in gevangenschap gehouden exemplaar is minstens 35 jaar oud geworden.

## Indeling en ondersoorten
De pijnappelskink behoort tot de familie skinken en de onderfamilie Egerniinae. Het is de bekendste soort van het geslacht van de blauwtongskinken (Tiliqua). De pijnappelskink werd enige tijd tot het geslacht Trachydosaurus gerekend, dit wordt tegenwoordig niet algemeen erkend.
Sommige biologen vinden dat de soort in een apart geslacht moet worden geplaatst vanwege de sterk afwijkende lichaamsbouw in vergelijking met andere blauwtongskinken. De pijnappelskink wijkt af van alle andere soorten door het ontbreken van schubben achter de gehooropeningen, de ruwe huid, de relatief zeer korte staart en de afwijkende vorm en grootte van de schubben. Uit studies naar de genetische verwantschappen blijkt dat de pijnappelskink op moleculair niveau echter heel weinig verschilt van de andere soorten blauwtongskinken.
Er worden vier ondersoorten erkend, die verschillen in uiterlijk en verspreidingsgebied.

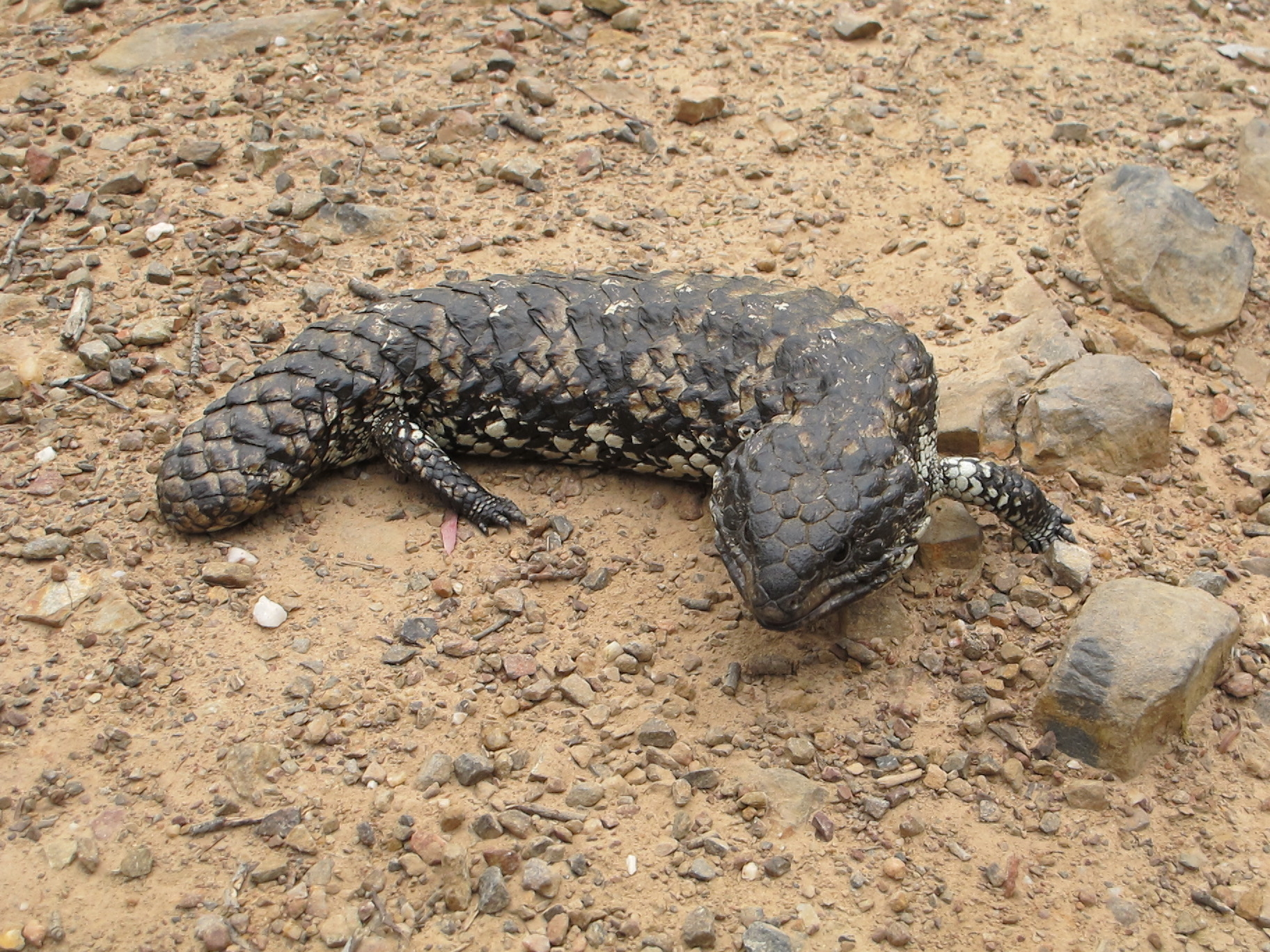
Tiliqua rugosa asper komt in het oosten van Australië voor.

| Naam                   | Auteur        | Verspreidingsgebied           | Beschrijving                                                                                      |
| ---------------------- | ------------- | ----------------------------- | ------------------------------------------------------------------------------------------------- |
| Tiliqua rugosa asper   | Gray, 1845    | Delen van oostelijk Australië | Het lichaam is forser, de kleur is variabel maar de rode tinten aan de kop ontbreken.             |
| Tiliqua rugosa konowi  | Mertens, 1958 | Rottnesteiland                | Het lichaam is kleiner, de kleur is donkergrijs met lichtere stippen op zowel de buik als de rug. |
| Tiliqua rugosa palarra | Shea, 2000    | West-Australië (Shark Bay)    | De kop is relatief smal en donker gekleurd. Op de buikzijde is een donkere vlek aanwezig.         |
| Tiliqua rugosa rugosa  | Gray, 1825    | Delen van westelijk Australië | De kleur is zeer variabel, van bruin tot zwart, op de kop zijn rode kleuren aanwezig.             |